# Тяга (різниця тисків)

Тя́га — різниця тисків повітря або газоподібних продуктів згоряння в каналах споруд і технічних систем, що сприяє притоку середовища в область пониженого тиску. Може бути природною (під дією архімедової сили) або примусовою (під впливом технічних пристроїв, що забезпечують відтік газів чи повітря, наприклад, вентиляторів).

## Природна тяга

### Загальний принцип
Густина {\displaystyle \rho } нагрітого повітря чи будь-якого іншого газу є меншою, ніж його густина при нижчій температурі, отже, тиск стовпа нагрітого газу є меншим ніж тиск стовпа холоднішого газу такої ж висоти (p = ρgh, h - висота). Цей факт спричиняє появу різниці тисків всередині та зовні димової труби чи будівлі, яка опалюється; найбільше розрідження досягається внизу, де висота розташованих вище стовпів з різною густиною є максимальною: {\displaystyle \Delta p=\rho g\Delta h}.

### У системі вентиляції будівель
Якщо будівля не є герметичною, то через різницю тисків виникає потік холодного повітря, спрямований досередини, а тепле повітря витісняється (спливає) і виходить назовні (можуть бути передбачені спеціальні витяжні вентиляційні канали). Рушійна сила тяги визначається перепадом середніх висот місць входу та видалення повітря. Так забезпечується робота витяжної вентиляції з природним спонуканням.
Якщо влітку в будівлі працюють кондиціонери, то відбувається зворотний ефект — холодне повітря виходить назовні, а тепле проникає всередину.
В сучасних висотних будівлях із замкнутими зовнішніми контурами ефект тяги може досягати значних масштабів. Тому при проєктуванні таких будівель приділяють особливу увагу боротьбі з цим ефектом. Частково це досягається шляхом примусової вентиляції, частково завдяки вбудовуванню внутрішніх перегородок. У разі пожежі ефект тяги відіграватиме велику роль у поширенні вогню та диму.

### У димових трубах
Аналогічний процес відбувається у побутових та промислових печах і котлах. Повітря надходить у топку під колосник або подається на пальники. Там відбувається горіння, при якому утворюються гарячі димові гази. Поверхнями нагрівання котла чи стінками печі теплова енергія від димових газів відбирається, іноді також в них потрапляє навколишнє повітря, але на виході ці гази все ж зазвичай є значно гарячішими за навколишнє повітря (навіть якщо технічно є можливим охолодити їх сильніше, від цього зазвичай відмовляються, щоб запобігти випаданню у системі їдкого і токсичного конденсату). Димова труба за своїм початковим призначенням є необхідною для створення якомога більшого стовпа нагрітих газів, який створює досить значну тягу (проте більшість високих труб створювалась в основному з екологічних міркувань, для розосередження продуктів згоряння). Гази евакуюються через устя труби, де розрідження (з поправкою на гідравлічний опір виходу) дорівнює нулю. Однак, в тракті конічної збіжної труби може (переважно якщо присутні пристрої примусової тяги) виникати й зона з надлишковим тиском, що є не бажаним і вона може бути усунена встановленням дифузора у верхній частині димової трубі.
У невеликих котлах і печах природна тяга буває достатньою для подолання гідравлічного опору всього газоповітряного тракту, і навіть потребує обмеження. У неправильно відрегульованих системах пічного опалення будівель іноді засмоктується стільки холодного повітря ззовні, що тепла, яке виділяється каміном, не вистачає навіть на його нагрівання. Для регулювання тяги застосовуються шибери, заслінки, а також нескладні автоматичні пристрої регулювання подачі у газохід повітря при занадто великому розрідженні (обмежувачі тяги).
Тяга може стати й недостатньою, що призведе до поганого горіння в топці та можливого виходу продуктів згоряння всередину приміщення (найнебезпечнішим є чадний газ). При природній тязі з цим нічого не можна вдіяти, крім як прочистити комин та/або полегшити доступ повітря до приміщення, відчинивши кватирку, вікно чи вхідні двері.

### Недоліки
Природна тяга залежить від атмосферних умов: чим вища температура зовнішнього повітря, тим, як правило, меншою є різниця густин його і димових газів. Істотно збільшити її напір можна, лише значно збільшивши висоту труби, що конструктивно складно і дорого, або просто неможливо; щоб уникнути аеродинамічних опорів, потрібно робити широкі газоходи з малою швидкістю газів. Але при таких швидкостях димоходи можуть легко забруднитися попелом, що знову ж знижує тягу.
Для збільшення тяги без застосування механічних пристроїв можна встановити на усті труби чи вентиляційного каналу дефлектор, що створює розрідження коштом енергії обтічного вітру. Він може забезпечити природну вентиляцію навіть без перепаду температур. Але коли немає вітру, дефлектор не працює. На виході можна також використати дифузор. Однак для пристроїв з високо форсованим горінням економічно виправданим є створення примусової тяги за допомогою димососів.

## Примусова тяга
Примусова тяга в котельних установках забезпечується лопатевими машинами — димососами (були окремі приклади застосування і струменевих витяжних пристроїв). У будівлях примусова витяжна вентиляція аналогічно забезпечується вентиляторами. На всмоктувальному боці таких машин створюється розрідження, яке так чи інакше можна регулювати (поворотом напрямних апаратів, швидкістю обертання, вентилятора (неефективно), шиберами тощо). Розрідження, як правило, спадає в міру віддалення від лопатевої машини. Частина тракту котельних установок, яка близька (з боку засмоктування) до димососів, може працювати під розрідженням, а частина з боку пальників та інших дуттєвих пристроїв — під надлишковим тиском (під наддувом); котли-утилізатори парогазових установок (ПГУ) завжди працюють під наддувом.
Для ділянок газового тракту з тиском вищим за тиск навколишнього повітря (навіть на зовнішньому димарі, щоб гази не проникали в товщу цегляної або бетонної конструкції і не руйнували її) потрібно забезпечити газощільність (герметичність). Технічно її важко досягти, особливо на великих установках, тому зазвичай намагаються поставити димососи достатньої потужності для створення розрідження по всьому тракту, починаючи від топки. Синхронізована таким чином робота тягових і дуттєвих пристроїв називається урівноваженою тягою.
Існують невеликі котли з дуттєвим вентилятором, але без димососа, якщо природної тяги вистачає. Димососи вимагають значної витрати енергії на приведення у дію, створюють сильний шум, а їх лопаті в агресивному середовищі швидко стають непридатними. Зниження шуму є особливо важливим для витяжних пристроїв вентиляції, що встановлюються всередині приміщень.
Напір примусової тяги у всіх випадках сумується з напором природної тяги (за умови, що вони є однонаправленими).

## Розрахунок природної тяги
Тяга створюється внаслідок різниці тисків (Δp) і може бути обчислена за поданою нижче формулою. Рівняння дає точне значення для випадку повітря як в трубі, так і зовні труби висотою h. Якщо в трубі перебуває не повітря, а продукти горіння, то формула дасть лише наближену оцінку.
{\displaystyle \Delta p=\;C\,a\;h\;{\bigg (}{\frac {1}{T_{o}}}-{\frac {1}{T_{i}}}{\bigg )}},
| де (в одиницях SI): |                                      |
| Δp                  | - різниця тисків, Па                 |
| C                   | - коефіцієнт 0.0342 К/м              |
| a                   | - атмосферний тиск, Па               |
| h                   | - висота труби, м                    |
| To                  | - абсолютна зовнішня температура, К  |
| Ti                  | - абсолютна внутрішня температура, К |

## Потік повітря, викликаний тягою
Потік повітря від тяги може бути підрахований за рівнянням.
{\displaystyle Q=C\;A\;{\sqrt {2\;g\;h\;{\frac {T_{i}-T_{o}}{T_{i}}}}}},
| де (в одиницях СІ): |                                                                                               |
| Q                   | = потік повітря, м³/с                                                                         |
| A                   | = площа перерізу труби, м²                                                                    |
| C                   | = коефіцієнт, що вводиться для врахування тертя (зазвичай беруться значення від 0.65 до 0.70) |
| g                   | = прискорення вільного падіння, 9.807 м/с²                                                    |
| h                   | = висота труби, м                                                                             |
| Ti                  | = середня внутрішня температура, К                                                            |
| To                  | = абсолютна зовнішня температура, К                                                           |

Формула буде давати результати з тими ж обмеженнями, що вказані для розрахунку різниці тисків.